# 5868 Ohta
5868 Ohta eller 1988 TQ är en asteroid i huvudbältet som upptäcktes den 13 oktober 1988 av de båda japanska astronomerna Kazuro Watanabe och Kin Endate vid Kitami-observatoriet. Den är uppkallad efter astronomen Kentarō Ohta.
Asteroiden har en diameter på ungefär 8 kilometer.